# Sergentomyia suni
Sergentomyia suni är en tvåvingeart som först beskrevs av Wu 1954.  Sergentomyia suni ingår i släktet Sergentomyia och familjen fjärilsmyggor. Inga underarter finns listade i Catalogue of Life.